# Municipio de San Joaquín (Querétaro)
El municipio de San Joaquín es uno de los 18 municipios que constituyen el estado mexicano de Querétaro; su nombre se debe a San Joaquín, patrono del municipio. Según el II Censo de Población y Vivienda de 2020, el municipio tiene 8,865 habitantes, de los cuales 4,109 son hombres y 4,756 son mujeres.
Al norte limita con los municipios de Pinal de Amoles y Jalpan de Serra; al sur con el municipio de Cadereyta de Montes; al este con el Estado de Hidalgo; y al oeste con el municipio de Cadereyta. Situado al norte del estado y 135 kilómetros de la capital del estado, cuenta con una extensión territorial de 275 km² que representan el 2.4% de la superficie estatal.
Este municipio es reconocido por su pasado minero y su diversidad cultural, a la cabecera municipal se le ha asignado el título de Pueblo Mágico por su belleza natural y su arquitectura. En el turismo, el municipio ha encontrado otra forma de sustento económico, adicional a la minería, la ganadería y la venta de madera.

## Geografía
Localizado al norte del Estado de Querétaro, entre los 99°22′ y los 99°39′ de longitud Oeste, y entre los 21°7′ y 20°53' de latitud Norte, a una altitud de 2440 m s. n. m.

### Orografía
Existen rocas calizas con fósiles incrustados de origen marino, localizados al Sur del municipio; dándose dicha formación en el periodo Jurásico ( de 180 a 135 millones de años).
El municipio se encuentra ubicado en la Sierra Gorda, la cual se caracteriza por tener un relieve montañoso, por lo que su topografía es muy accidentada. Posee elevaciones que alcanzan los 2680 metros de altura y cañones profundos de hasta 700 metros. Sus principales cumbres son los cerros: Maguey Verde (2300 m s. n. m.), Mojonero (2340 m s. n. m.) y San Antonio (2680 m s. n. m.). Sus suelos se formaron en los períodos Jurásico y Cretácico, su uso principalmente es minero ganadero, forestal y agrícola. 

### Hidrografía
El municipio pertenece a la región hidrológica Pánuco. Sus recursos hidrológicos son proporcionados por el río Extoraz que nace en el Estado de Guanajuato, su origen es en la mina Otatal y su camino es de sur a norte. Además cuenta con algunos arroyos de poco afluente, los cuales desembocan en el Río San Lorenzo. Igualmente posee  48 sistemas hidráulicos como manantiales, presas, bordos y sistemas de canales.

### Clima
Normalmente es templado y húmedo, ligeramente frío pero el clima cambia durante el día, todo el tiempo.  La temperatura media anual es de 14°C, con máxima de 30 °C y mínima de -3 °C. El régimen de lluvias se registra entre los meses de mayo y agosto, contando con una precipitación media de 1,150 milímetros. Los meses más calurosos son abril y mayo; y los más fríos diciembre y enero.
En este municipio prevalecen 4 variantes de clima:
1. Semicálido subhúmedo con lluvias en verano, de humedad media
2. Semicálido subhúmedo con lluvias en verano de menor humedad
3. Templado subhúmedo con lluvias en verano, de mayor humedad
4. Templado subhúmedo con lluvias en verano de menor humedad.

### Flora y fauna
El 60% de la superficie es de tipo boscoso, que se caracteriza por los pinos, encinos, cedros rojos, cedros blancos, escobillos, robles, entre otros.
La fauna está constituida principalmente por coyote, zorra, tejón, tlacuache, ardilla, puerco espín, paloma, codorniz, gavilán, cuervo, zopilote y conejo.

Cedro rojo
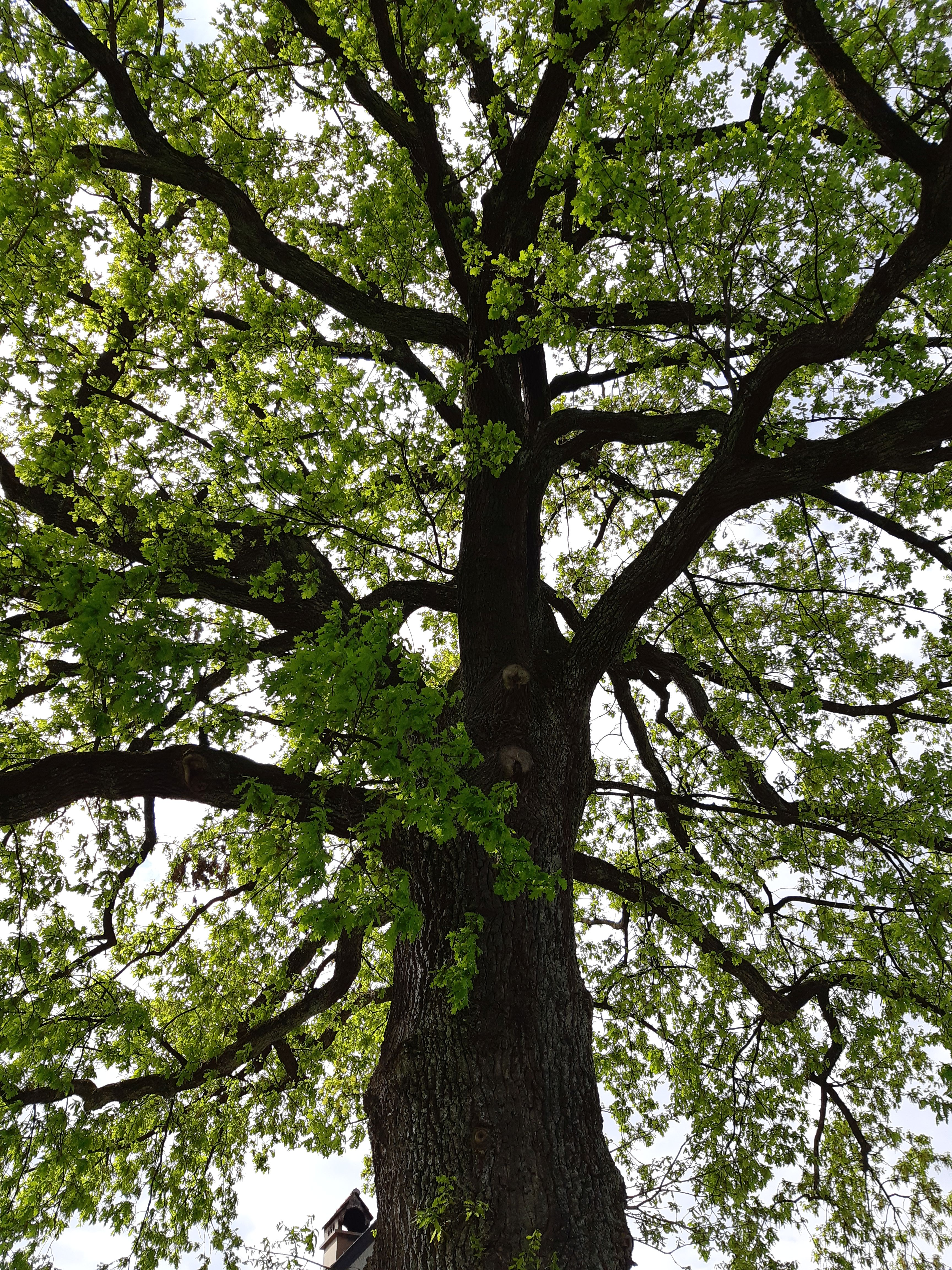
Encino
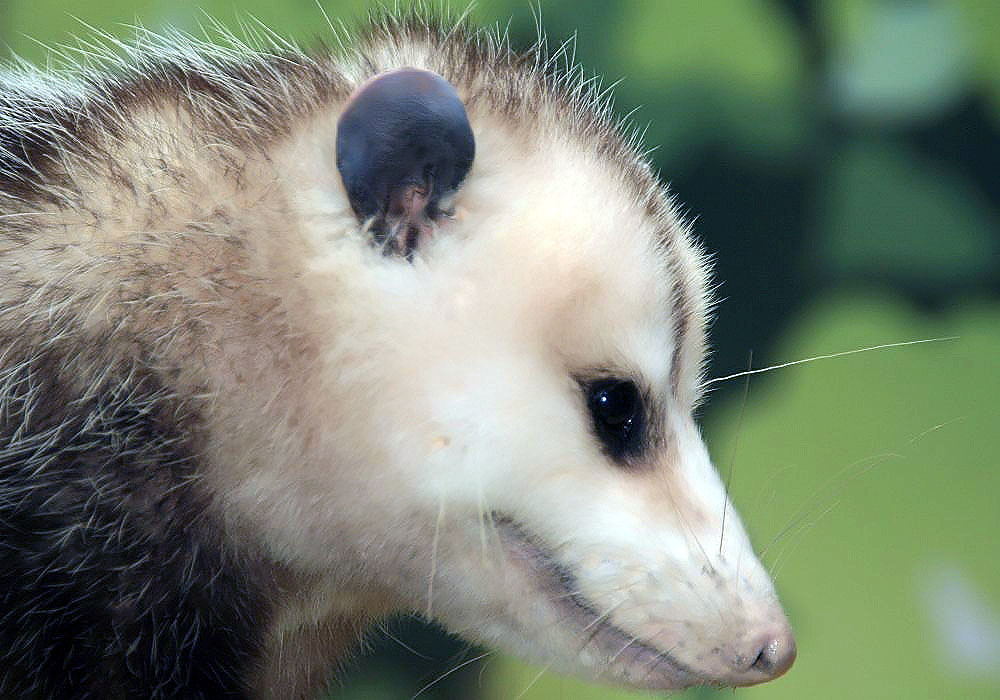
Tlacuache
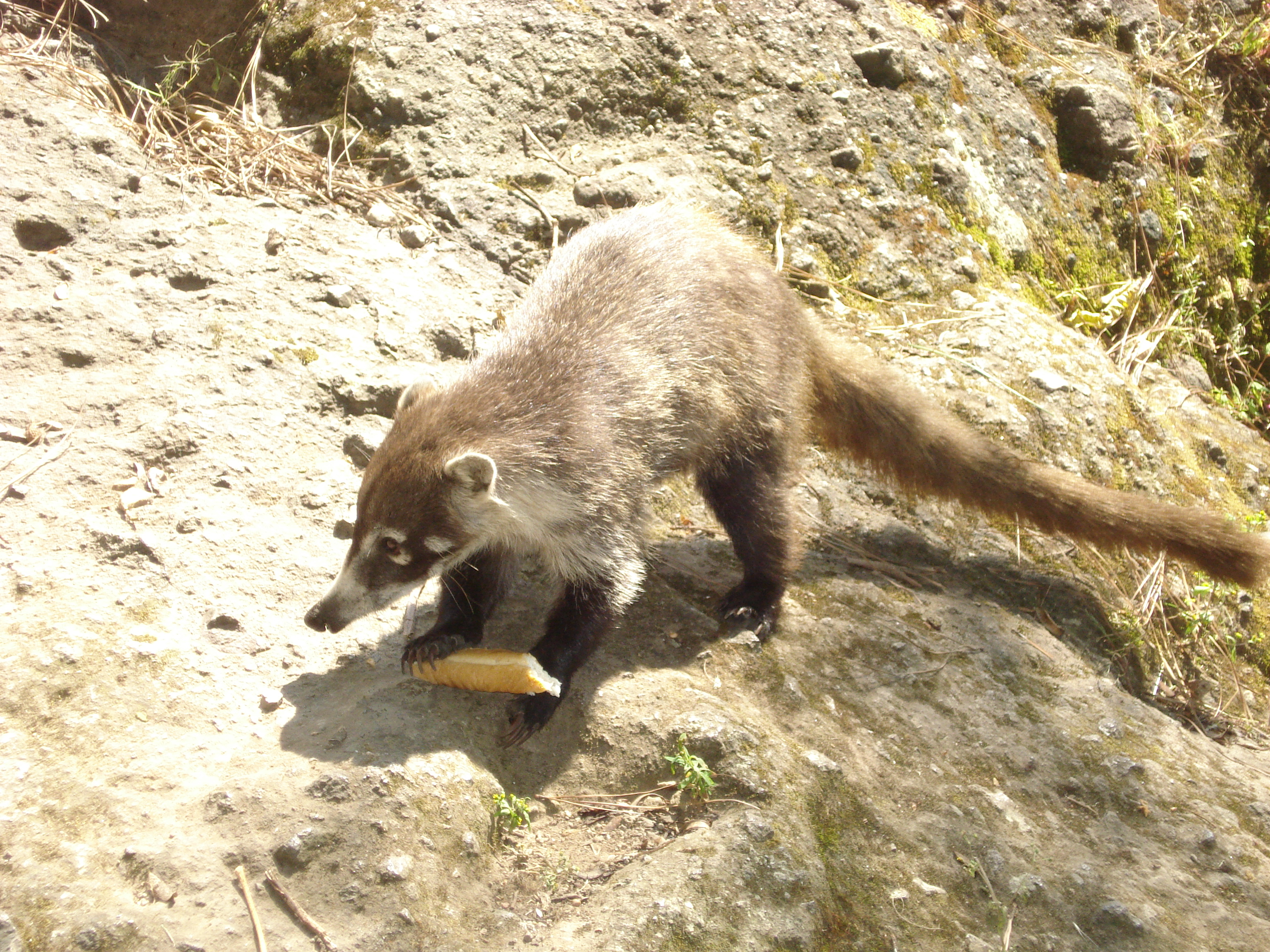
Tejón

## Turismo
Es un municipio ubicado en la Sierra Gorda que, en 2015, ingresó al programa de Pueblos Mágicos debido a su historia, a su gran diversidad turística y a su riqueza cultural y natural. La población está entre montañas y rodeada de pinos y encinos  que contrastan con las coloridas casas. Es reconocido por su pasado minero. San Joaquín es la casa del huapango pues cada año, en abril, se realiza el Concurso Nacional de Huapango al que asisten personas de toda la república para presenciar este tradicional evento, en donde se puede admirar una de las expresiones culturales del país que es el baile y la música de huapango.
Es ideal para adentrarse en la Sierra Gorda, conocer sus atractivos naturales y practicar actividades como senderismo, ciclismo y campismo.
- Zona Arqueológica Las Ranas. Probablemente pertenece a la etapa teotihuacano-tolteca entre los siglos VII y XI y posiblemente es una extensión cultural del altiplano hacia la planicie costera de Veracruz. Fue resultado de un desarrollo cultural durante le época prehispánica. Es un sitio asociado a la explotación minera de la Sierra Gorda de donde se obtenía cinabrio, pigmento de gran demanda entre los pueblos mesoamericanos.

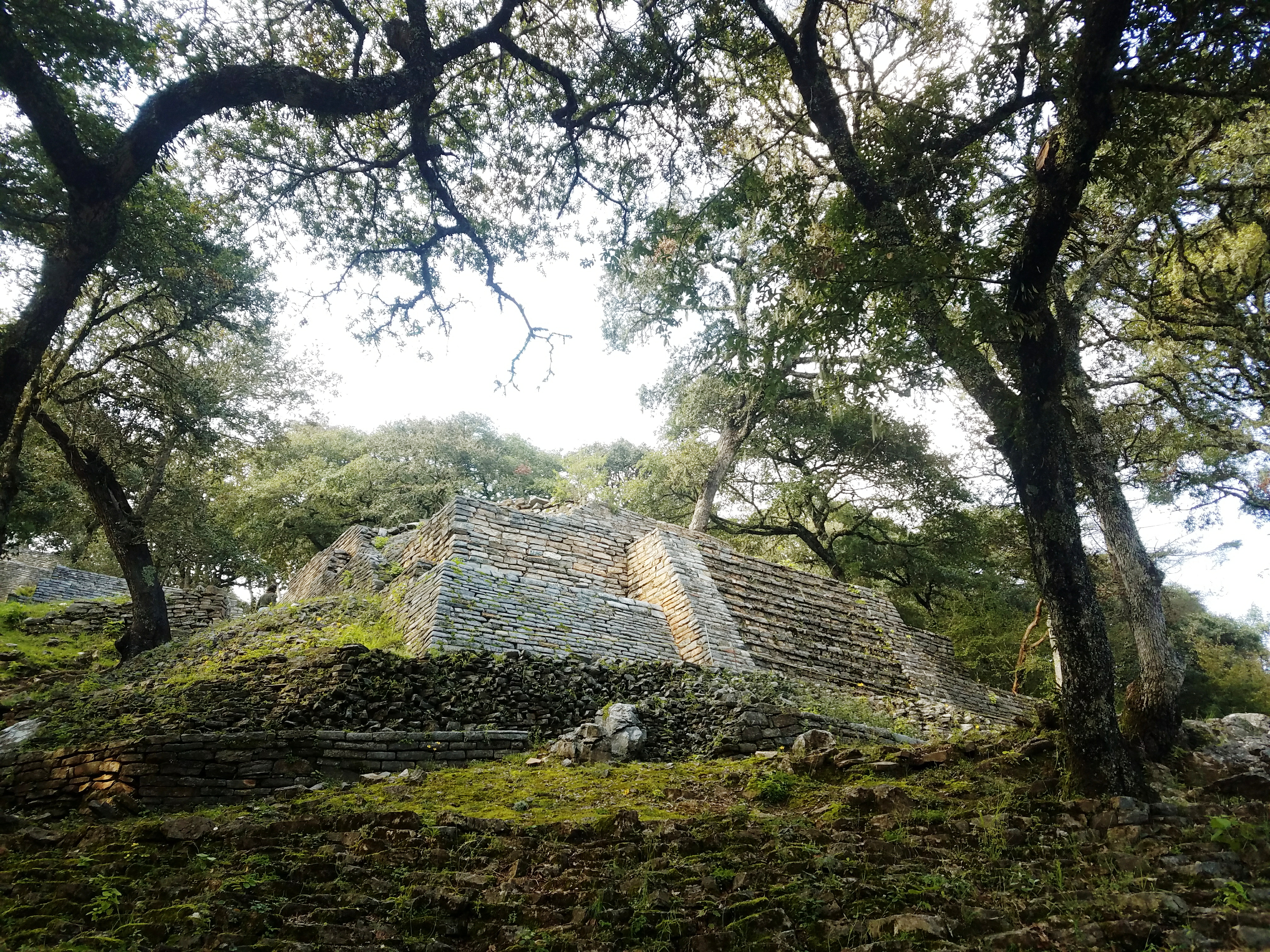
Zona Arqueológica Las Ranas

- Plaza Principal y Templo. Ubicada en el centro en la cabecera municipal, está rodeada de un ambiente tranquilo en el que se puede disfrutar de una tarde en familia. La parroquia de San Joaquín conserva gran parte de lo que era su arquitectura original.

- La glorieta Piedra Redonda. Se encuentra en la entrada de San Joaquín. La piedra era utilizada para la trituración de los minerales. Representa la actividad minera del municipio.

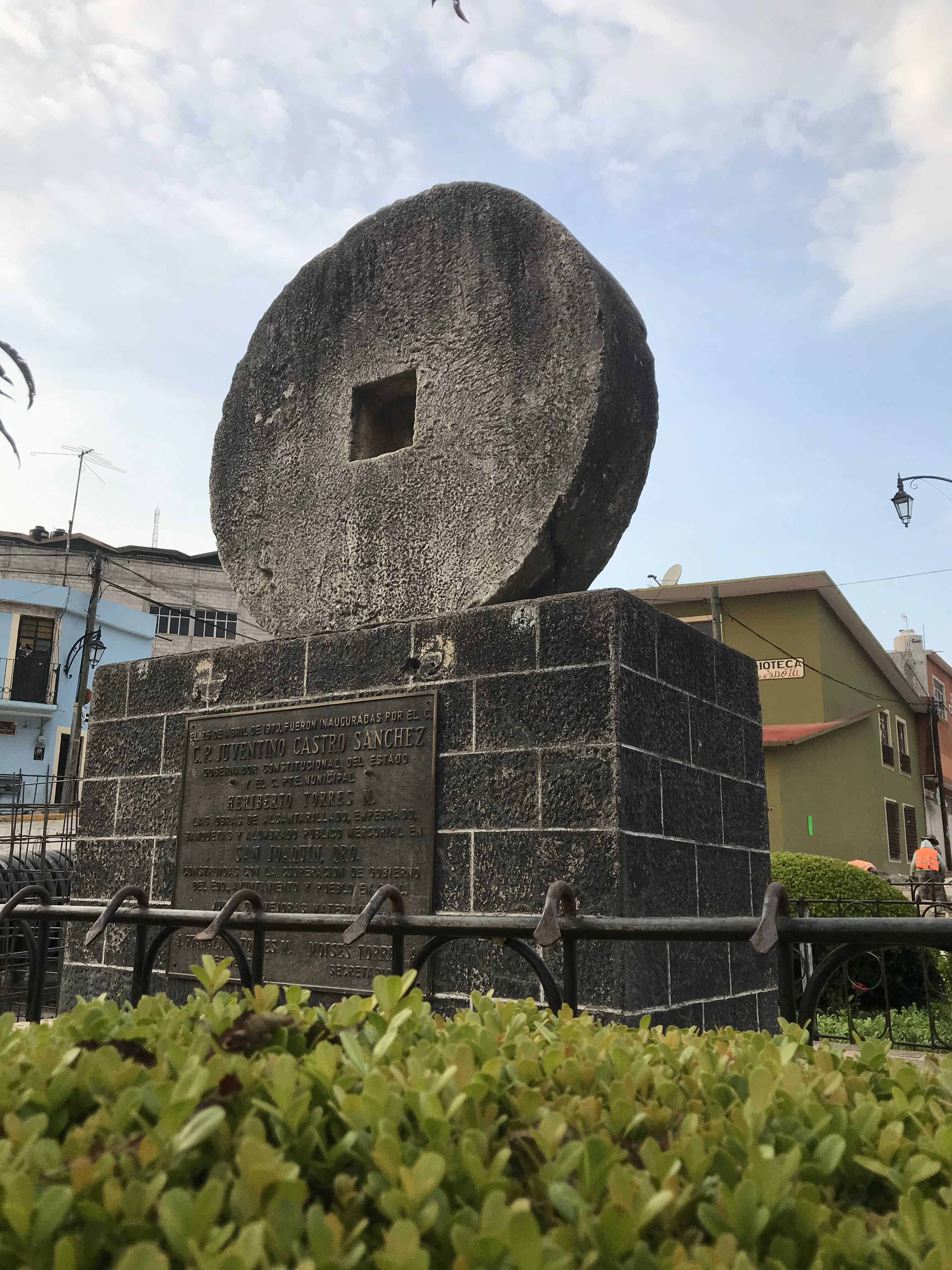
La glorieta "Piedra Redonda"

- Museo Arqueológico y Minero. Se encuentra en la biblioteca municipal de la cabecera municipal. Se exponen vestigios de los grupos indígenas que habitaron San Joaquín.[7]

- Mirador La Crucita. Se encuentra en uno de los puntos más altos de la cabecera municipal. Desde ahí se puede contemplar una increíble vista del pueblo. Es en este sitio en donde se lleva a cabo la representación del viacrucis en Semana Santa.

- Parque Nacional Campo Alegre. Es un espacio para convivir en familia, respirar aire libre y contemplar la belleza del bosque con sus pinos y encinos. Se pueden organizar campamentos, días de campo, rentar cabañas, practicar ciclismo de montaña y prender fogatas.

- Cascadas Maravillas. Se encuentran en la comunidad de Maravillas  y se tiene que caminar aproximadamente 30 minutos por un sendero en medio del bosque para llegar a la primera cascada de 30 metros de alto; después, se puede encontrar otra cascada de 15 metros que termina en una poza y que se dispersa en cascadas pequeñas. La última cascada es de 5 metros y termina en una poza donde se puede nadar. Las Maravillas se encuentran a 13 km de San Joaquín.

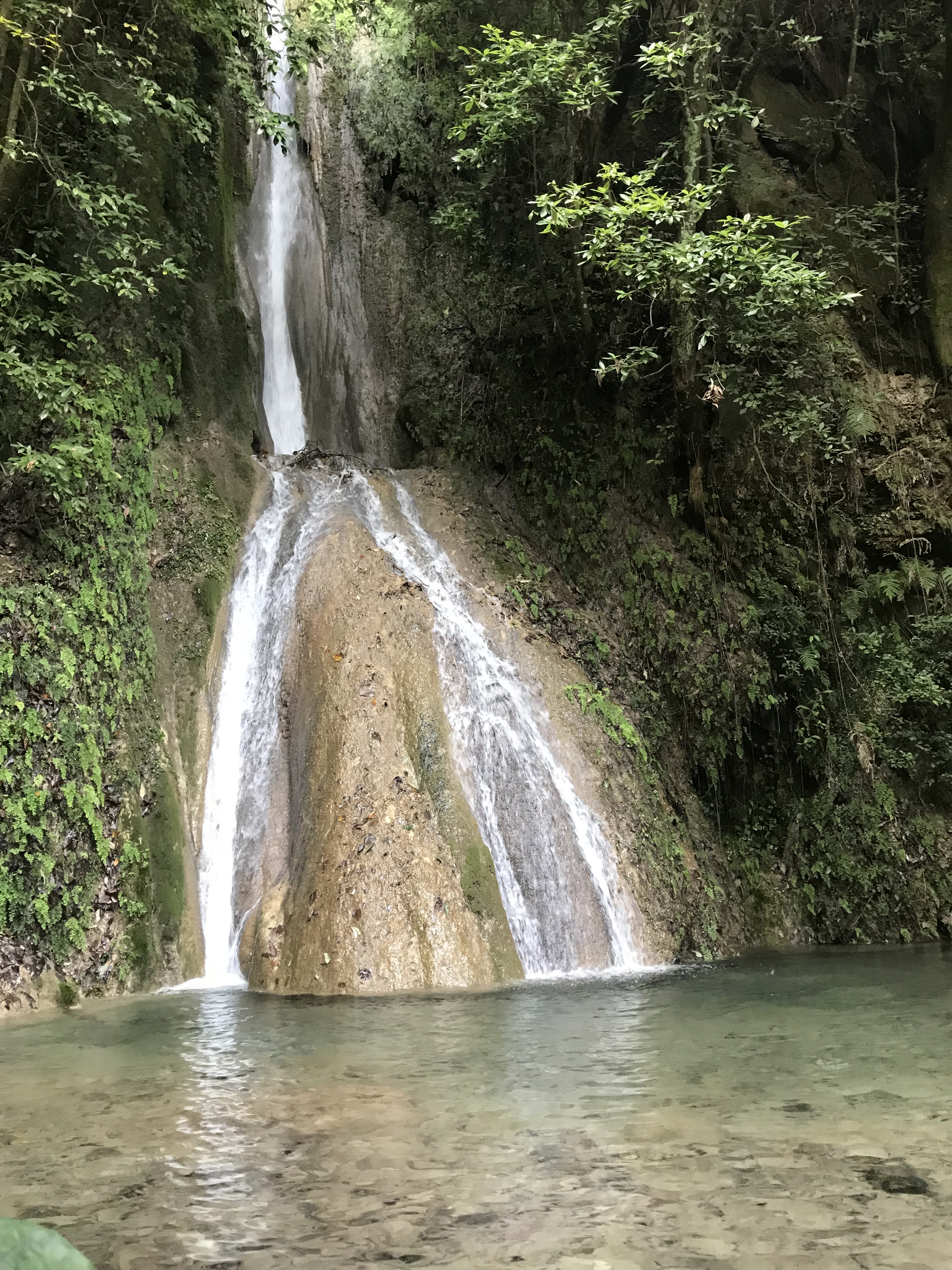
Cascadas Maravillas

- Cascada y Pinturas Rupestres “El Durazno”. Se encuentran en la localidad de El Durazno a 12 km de la Cabecera Municipal. La cascada está rodeada de impresionante vegetación característica de San Joaquín y tiene una altura de 20 m. Las pinturas rupestres están en El Durazno y en la comunidad de Los Azogues y San Francisco Gatos.

- Gruta de los Herrera. Se encuentran a 2 km de la cabecera municipal en la comunidad de Los Herrera y están rodeadas por montañas y zona boscosa. A lo largo de miles de años la naturaleza, ha formado bajo tierra figuras interesantes con estalactitas y estalagmitas.

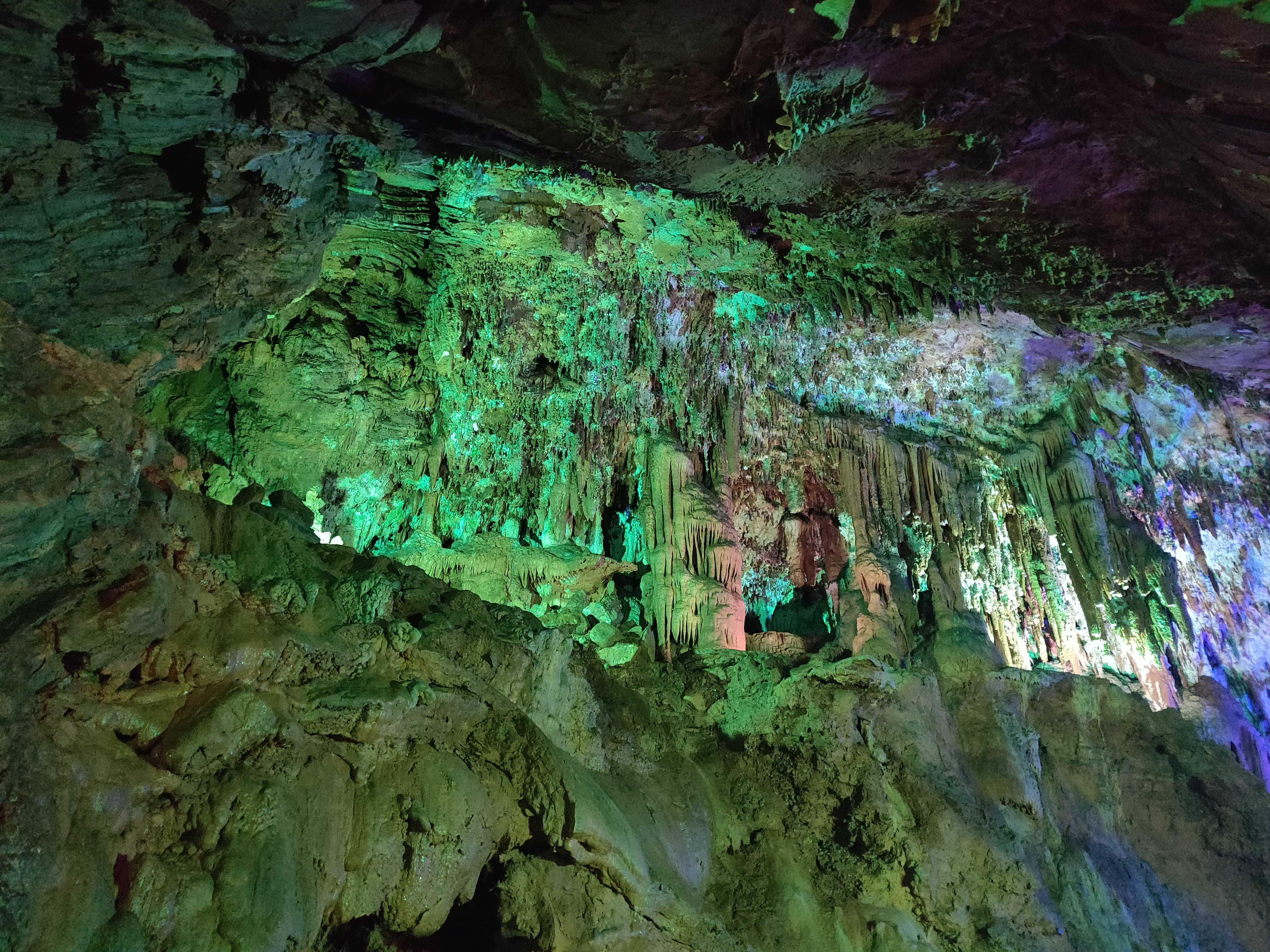
Grutas Los Herrera

## Cultura
En San Joaquín, se celebra en el mes de abril el concurso Nacional de Huapango desde el año 1970, en las categorías juvenil, infantil y adultos. Es un evento cultural que promueve los valores del folklore de manera histórica, donde la música viva de los tríos representa la parte tradicional de la música de la región y donde a la par se puede practicar el ecoturismo en zonas especialmente dedicadas en el municipio de San Joaquín.

Concurso Nacional de Huapango

### Fiestas
Fiestas civiles
- Aniversario de la Independencia de México: 16 de septiembre.
- Aniversario de la Revolución mexicana: El 20 de noviembre.

Fiestas religiosas
- Semana Santa: jueves y viernes Santos.
- Día de la Santa Cruz: 3 de mayo.
- Fiesta en honor de la Virgen de Guadalupe: 12 de diciembre.
- Día de Muertos: 2 de noviembre.

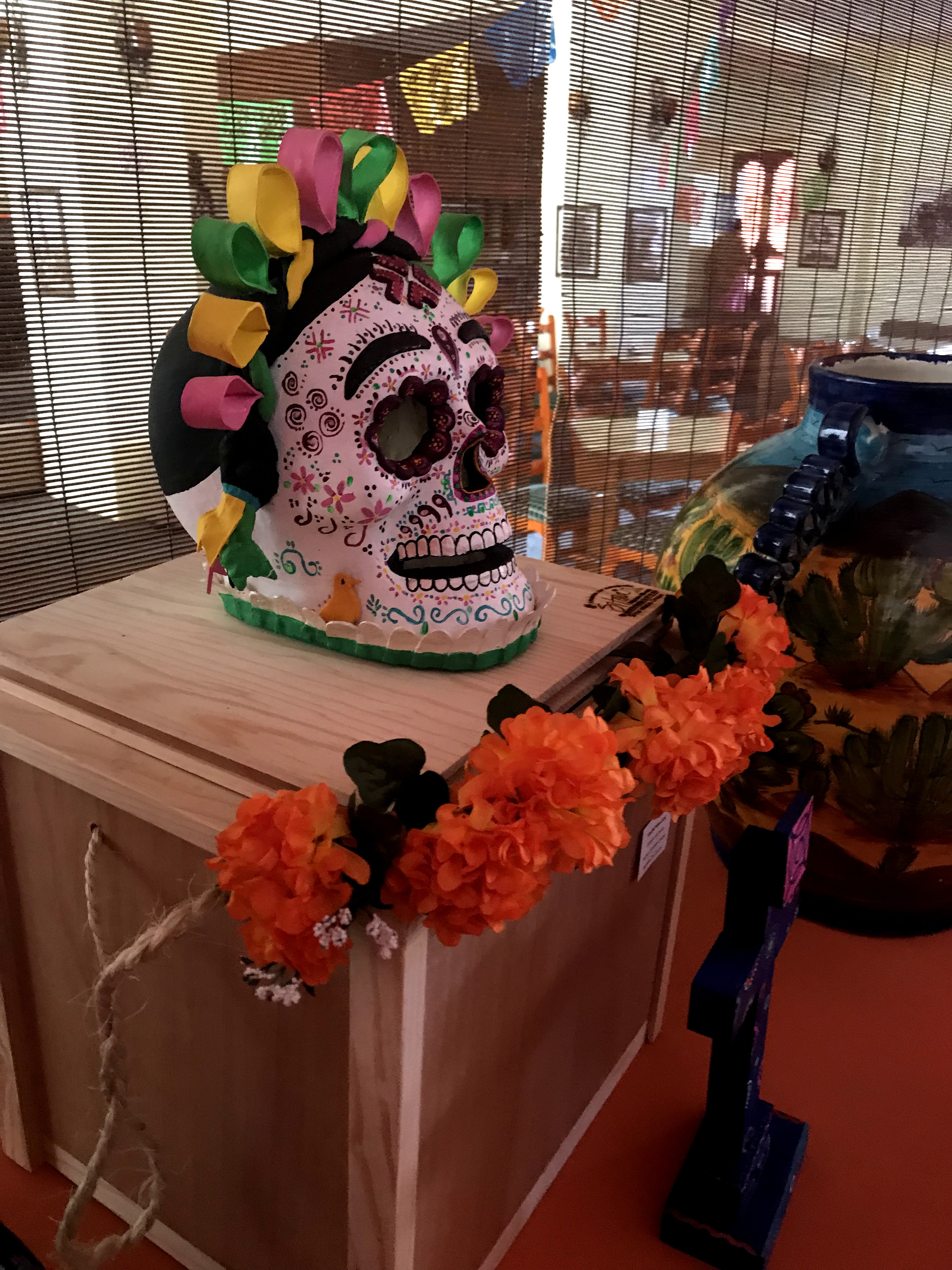
Día de muertos San Joaquín

- Señor de las Maravillas: 2 de marzo.
- Fiesta patronal de San José: 19 de marzo.
- Fiesta patronal de San Antonio: 13 de junio.
- Fiesta patronal de San Judas Tadeo: 28 de octubre.
- Fiesta patronal de San Isidro Labrador: 15 de mayo.

## Gobierno
Su forma de gobierno es democrática y depende del gobierno estatal y federal; se realizan elecciones cada 3 años, en donde se elige al presidente municipal y su gabinete. El actual presidente municipal es el Ing. Carlos Manuel Ledesma Robles.

### Relaciones internacionales

#### Hermanamientos
- Escondido, Estados Unidos (2008)[9][10]
- Peñamiller, México (2012)[11]
- Pinal de Amoles, México (2012)[12]

## Demografía
El municipio cuenta con 67 localidades, las cuales dependen directamente del municipio, las más importantes son: San Joaquín (cabecera municipal), Apartadero y Azoguez.
Localidades más pobladas del Municipio de San Joaquín
| NO. | LOCALIDAD                  | POBLACIÓN |
| --- | -------------------------- | --------- |
| 1   | San Joaquín                | 1,985     |
| 2   | Canoas (Nuevo San Joaquín) | 465       |
| 3   | Santa María Álamas         | 439       |
| 4   | Santa Ana                  | 428       |
| 5   | Apartadero                 | 426       |
| 6   | San José Carrizal          | 416       |
| 7   | Ocotitlán                  | 313       |
| 8   | Zarza y Somerial           | 281       |
| 9   | San Cristóbal              | 275       |
| 10  | San Antonio                | 209       |

## Cobertura total en servicios públicos
De acuerdo al anuncio realizado por el anterior Gobernador del Estado de Querétaro José Calzada, el municipio de San Joaquín se convirtió en el primer municipio de México en brindar una cobertura del 100% a sus pobladores en material de agua, energía eléctrica y piso firme, por lo tanto se levantó la bandera blanca por el cumplimiento de estos servicios tan básicos para cualquier población.